# Suzuki World Rally Team
A Suzuki World Rally Team a Suzuki autógyár alakulata volt rali-világbajnokságon. Az első teljes szezont 2008-ban teljesítették két versenyautóval.
|                 | Suzuki World Rally Team              |
| --------------- | ------------------------------------ |
| Székhely        | Párizs                               |
| Működési év     | 2006- ideiglenesen felfüggesztve     |
| Elnök           | Nobuhiro "Monster" Tajima            |
| Autó            | Suzuki SX4 WRC                       |
| Versenyzők 2008 | Toni Gardemeister/Tomi Touminen      |
|                 | Per-Gunnar Andersson/Jonas Andersson |

## A kezdetek
A Suzuki Motor Co. motorsportért felelős vállalata a Suzuki Sport már régóta vett részt a rallysportban. Azonban csak az alsóbb kategóriákban, elsősorban a JWRC sorozatban, ahol több világbajnoki címet gyűjtöttek a Suzuki Ignis Super 1600, és a Suzuki Swift Super 1600 típusú autókkal. 

Felmerült annak a lehetősége, hogy ezt a megszerzett tudást a rally királykategóriájában az FIA World Rally Championship-ben (WRC) is kamatoztassák. 
A csapat 2006-ban alakult, Párizs székhellyel. 
Vezetője a "felhők királya" a többszörös rally és Pikes Peaki-i hegyi verseny győztese és a Suzuki Sport igazgatója Nobuhiro "Monster" Tajima lett.

Az új WRC rally autó alapjául a Suzuki SX4 szolgált. 
Az autót 2007.-ben két "éles" versenyben tesztelték. Az aszfaltos Korzika rally-n Nicolas Bernardi, és a murvás Brit rally-n Sebastian Lindholm vezetésével.  

A csapat 2007-ben bejelentette, hogy a 2008. évi világbajnoki idényben teljes évadban rajthoz áll két autóval mint az egyéni, mind a csapatversenybe.

Versenyzők a Toni Gardemeister/Tomi Touminen (11-es rajtszám) és a Per-Gunar Andersson/Jonas Andersson (12-es rajtszám) páros lett.
 A versenyzők közül P-G Andersson már a Suzukinál versenyzett és 2004 és 2007 JWRC világbajnoki címet szerzett a Suzuki Ignis és Swift Super 1600-os autókkal.

## Suzuki SX4 WRC
| Motor              | J-20 típusú, 1997 cm³, 4 hengeres, 16 szelepes, turbófeltöltős, DOHC |
| Teljesítmény       | 235 KW (320 LE) 4000-4500/ford.                                      |
| Maximális nyomaték | 590 Nm 3500/ford.                                                    |

## 2008-as világbajnoki idény
A 2008-as évet a Suzuki csapat tanuló évnek szánta. Mint új csapat elsősorban a kocsi fejlesztésére és a csapat összeszoktatására helyezték a hangsúlyt.
 Az év első felében sok műszaki probléma adódott az SX4 WRC-vel, ami új konstrukció lévén várható volt. Nem elfelejthető, hogy a Suzukinak a WRC sorozatban semmi tapasztalata nem volt. Szinte alapoktól kellett kezdeni mindent.
 A világbajnokság nyári szünetében a finn rally előtt a kocsit szinte teljesen újjáépítették az addigi tapasztalatok alapján, ami meg is látszott az eredményekben. Az SX4 WRC sokkal megbízhatóbb lett. Az utolsó hat futamot mindkét versenyző befejezte. 
Érdekesség, hogy az átépített autók az addigi francia rendszám helyett magyar rendszámmal rendelkeztek.
| Futam        | Monte-Carlo | Svéd    | Mexikó  | Argentin | Jordán  | Szardínia | Görög | Török   | Finn    | Német | Új-Zéland | Spanyol | Francia | Japán | Nagy-Britannia |  |
| ------------ | ----------- | ------- | ------- | -------- | ------- | --------- | ----- | ------- | ------- | ----- | --------- | ------- | ------- | ----- | -------------- |  |
| Gardemeister | Kiesett     | 7       | Kiesett | Kiesett  | Kiesett | Kiesett   | 9     | Kiesett | 8       | 10    | 7         | 13      | 13      | 6     | 7              |  |
| Andersson    | 8           | Kiesett | Kiesett | 24       | Kiesett | 9         | 11    | Kiesett | Kiesett | 15    | 6         | 32      | 17      | 5     | 5              |  |

Az év végén P-G Andersson a 12.-ik helyezést érte el 12 ponttal, míg csapattársa Toni Gardemeister a 13.-ik helyet 10 ponttal.
Sajnos a 2008 őszén kialakuló gazdasági világválság miatt a Suzuki 2008 decemberében bejelentette, hogy határozatlan időre felfüggeszti a WRC programját. Sajnálatos ez annak a tükrében, hogy az SX4 WRC-k az idény második felétől kezdtek megbízható és veszélyes ellenfelévé válni a többi gyári csapatnak. A Japán Rally SS19 szapporói gyorsaságit Toni megnyerte, ezzel megszerezve a SWRT első világbajnoki gyorsasági győzelmét.

## Külső hivatkozások
- A Suzuki World Rally Team hivatalos honlapja Archiválva 2017. szeptember 30-i dátummal a Wayback Machine-ben